# Serawerna
Der Serawerna (indonesisch Gunungapi Serawerna, auch Teun) ist ein Schichtvulkan an der Ostküste der indonesischen Insel Teun. Er ist mit 655 m der höchste Berg der Insel. Der aktive Krater wird ebenfalls Serawerna genannt. Nordnordöstlich befindet sich ein weiterer, kleinerer Krater.
Berichte über Ausbrüche gibt es seit dem 17. Jahrhundert. Bei der größten Eruption im Jahr 1660, die auch Todesopfer forderte, entstanden pyroklastische Ströme. Der letzte Ausbruch fand 1904 statt. Weitere Eruptionen gab es 1659, 1663 und 1693. Der Vulkan wird als potentieller Auslöser von Tsunamis eingestuft.
Zwischen 1979 und 1983 wurde die gesamte Bevölkerung Teuns nach Seram zwangsumgesiedelt. Die Maßnahme wurde mit der Bedrohung durch den aktiven Vulkan begründet.
Der Serawerna ist einer der zahlreichen Vulkane des Bandabogens – die nächsten sind 50 km nordöstlich der Nila (auf der Insel Teun) und 80 km westlich der Wurlali (auf Damar).